# Эссен, Антон Антонович
Антон Антонович Эссен (Отто Райнхольд фон Эссен, нем. Otto Reinhold von Essen) (1798—1863) — генерал от кавалерии, начальник гвардейской кирасирской дивизии.

## Биография
Происходил из дворян Эстляндской губернии. Родился 13 марта 1798 года в семье Отто Вильгельма фон Эссена (1761—1834) и Гертруды Маргареты Сталь фон Гольштейн (1764—1826). 
По окончании первоначального образования в частном учебном заведении Эссен был определён юнкером в лейб-гвардии Егерский полк, из которого вскоре перевёлся эстандарт-юнкером в лейб-гвардии Конный полк, где 18 августа 1816 года был произведён в корнеты, 12 июля 1818 года — в поручики, 7 июня 1822 года — в штаб-ротмистры, а 13 марта 1823 года — в ротмистры.
В этом чине Эссен принимал участие в усмирении мятежа 14 декабря 1825 года. За примерный порядок, усердие и точность в исполнении обязанностей Эссен в числе прочих офицеров удостоился монаршей благодарности, ему был убавлен 1 год из 25-летнего срока, определенного на выслугу ордена св. Георгия. 28 января следующего года он был произведён в полковники.
В марте 1831 года Эссен находился в войсках, переправлявшихся у Ковно через Неман для усмирения смут, возникших в Царстве Польском; в мае отступал вместе с гвардейским корпусом за Нарев из Снядова через Тыкочин, участвовал в сражении под Жолтками, преследовал разбитого неприятеля к Остроленке, а затем был в стычке под Старым Якацем. С открытием второй кампании 1831 года Эссен в июле месяце переправлялся через Вислу, в августе находился в генеральном сражении при взятии приступом передовых варшавских укреплений и городового вала и при занятии Варшавы; в сентябре был при преследовании остатка польской армии через Рационж и Бездны до прусской границы, после чего, переправившись через Западный Буг, последовал на зимние квартиры. За храбрость и мужество, выказанные им во время этой войны, Эссен был награждён орденом св. Анны 2-й степени с императорской короной и серебряной медалью за взятие Варшавы.
За отличия по службе Эссен 24 апреля (по другим данным — 22 августа) 1834 года был произведён в генерал-майоры и назначен состоять при гвардейской кирасирской дивизии. 8 января 1835 года был назначен командиром 2-й бригады 2-й драгунской дивизии, с прикомандированием к лейб-гвардии Конно-гренадерскому полку для ознакомления с драгунской службой.
Назначенный командиром лейб-гвардии Гродненского гусарского полка 3 марта 1835 года, Эссен в апреле 1836 года вступил во временное командование 2-й бригадой 2-й лёгкой гвардейской кавалерийской дивизии, оставаясь в то же время, как старший, при прежней должности. В следующем году, 4 октября, Эссен был назначен командиром этой бригады с утверждением и командиром полка. 6 декабря он был назначен командиром лейб-гвардии Конного полка, а 1 июля 1839 года назначен в свиту Его Императорского Величества и оставлен при прежней должности.
3 декабря 1842 года за беспорочную выслугу 25 лет в офицерских чинах награждён орденом св. Георгия 4-й степени (№ 6683 по кавалерскому списку Григоровича — Степанова), 17 декабря назначен командующим 1-й бригадой гвардейской кирасирской дивизии и 26 марта 1844 года был утверждён в этой должности.
9 мая 1844 года сдал полк следующему командиру генерал-майору П. П. Ланскому и возглавил 2-ю кирасирскую дивизию, а 6 декабря, произведённый за отличие в генерал-лейтенанты, утверждён в должности начальника дивизии.
29 декабря 1847 года последовало новое его назначение начальником гвардейской кирасирской дивизии, а через два года после этого назначения Эссену пришлось участвовать в походе гвардии в Венгрию, где он находился с 30 мая по 28 октября 1849 года.
6 декабря 1853 года награждён орденом св. Александра Невского.
В 1854 году по случаю Крымской войны Эссен был в составе главного резерва Санкт-Петербургского гарнизона, чтобы принимал участие в оборонительных мероприятиях для обеспечения берегов Балтийского моря.
В день коронации Александра II 26 августа 1856 года произведён в генералы от кавалерии и уволен от занимаемой должности с зачислением по гвардейской кавалерии.
Владел имениями Патс, Альт-Пармель и Ной-Пармель в Гапсальском уезде Эстляндской губернии и  имениями Кастер, Мексхоф и Хайдохоф в Дерптском уезде Лифляндской губернии.
Скончался в апреле 1863 года.

## Награды

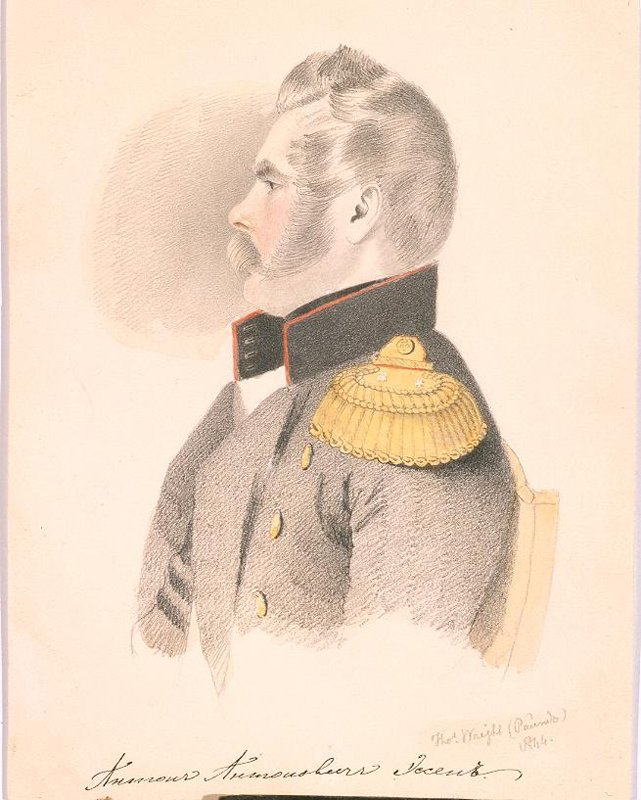
Портрет работы Томаса Райта, 1844 г.

- Орден Святой Анны 2-й степени (1827), императорская корона к ордену (1831)[3]
- Польский знак отличия за военное достоинство 3-й степени (1831)[3]
- Орден Святого Владимира 3-й степени (1833)[4]
- Орден Святого Станислава 1-й степени (1841)[5]
- Орден Святого Георгия 4-й степени за 25 лет беспорочной службы в офицерских чинах (1842)[5]
- Знак отличия за XXV лет беспорочной службы (1843)[4]
- Орден Святой Анны 1-й степени (1843); императорская корона к ордену (1847)[5]
- Орден Святого Владимира 2-й степени (1845)[5]
- Орден Белого орла (1849)[5]
- Орден Святого Александра Невского (1853)[5]
- Знак отличия за XXХV лет беспорочной службы (1854)[5]
- Орден Красного орла 2-й степени со звездой (1842, королевство Пруссия)[5]

## Семья

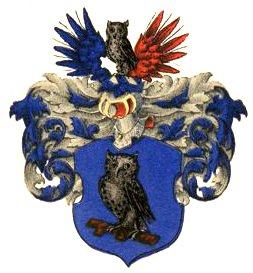
Герб рода фон Эссен,
Балтийский гербовник

22 июля 1828 года женился на Софии Марии Козенс, дочери действительного тайного советника Александра Козенса (1763—1841) и кавалерственной дамы ордена Святой Екатерины Марии Вегелин. Дети:
- Александр Антонович (нем. Alexander Otto Magnus)[1] (13.05.1829—30.12.1888) — генерал-лейтенант и командир 6-й кавалерийской дивизии.
- Мария Антоновна (нем. Maria Gertrude Frederike)[1] (15.11.1830—18.01.1899) — жена Магнуса фон Людера[эст.].
- Николай Антонович (нем. Nikolai)[1] (28.05.1839—07.11.1900) — статский советник. Был женат на Софии Антонии Шарлотте графине Мантойфель.
- Отто Петер (нем. Otto Peter)[1] (12.11.1843—08.03.1909) — действительный статский советник и камергер, генеральный консул в Бреслау. Был женат дважды: первым браком  - на Марии Мюленс; вторым браком - на Маргарете фон Тайхманн унд Логишен.